# Cloruro
Lo ione cloruro (formula chimica Cl−) è lo ione di cloro con numero di ossidazione −1, cioè un atomo di cloro carico negativamente con un elettrone (anione). Esso si forma normalmente sciogliendo acido cloridrico in acqua. I sali che contengono uno ione di questo tipo vengono detti cloruri. Ha una massa molecolare pari a circa 35,453 g/mol ed è registrato col numero CAS 16887-00-6.

## Proprietà
I cloruri sono sali colorati o incolori, con diverse strutture cristalline.
I cloruri sono quasi tutti solubili in acqua; un'eccezione (comunemente sfruttata in analisi chimica) è il cloruro d'argento.
Essi sono inoltre solubili nei solventi polari.
I cloruri possiedono punti di fusione ed ebollizione molto alti.
Fusi o disciolti in acqua sono buoni conduttori elettrici. Sono inoltre elementi volatili.

## Chimica organica
Nella chimica organica si definiscono genericamente cloruri tutti i composti organici che contengono un atomo di cloro, indipendentemente dal tipo di legame.
Così ad esempio il clorometano, ottenuto dal metano per sostituzione di un atomo d'idrogeno con uno di cloro, è annoverato fra i cloruri: in questa molecola il legame carbonio-cloro non è un legame ionico ma covalente polare.

## Esempi
Il cloruro più universalmente noto è il cloruro di sodio di formula NaCl, il normale sale da cucina, presente sulla crosta terrestre in grandi quantità nell'acqua di mare.
Lo ione cloruro si trova in concentrazioni minori anche nelle acque dolci e in numerose bevande di uso comune.
Nel corpo umano il cloruro presiede ad importanti funzioni biologiche e lo si trova, fra l'altro, nel sangue.

## Riconoscimento
L'ione cloruro può essere riconosciuto, in metodica di riconoscimento inorganico, mediante un saggio di riconoscimento che prevede di trattare la polvere di interesse, in cui si sospetti sia presente l'ione cloruro, con acqua e carbonato di sodio in rapporto 2:1 con la polvere di partenza.
La soluzione cosi generata è detta soluzione alcalina e viene messa a bagnomaria per 15-20 minuti permettendo cosi la solubilizzazione dell'ione cloruro, il quale sarà separato tramite centrifugazione dal precipitato, il quale conterrà i vari cationi delle diverse polveri aggiunte.
Successivamente tratto la soluzione contenente l'ione cloruro con acido nitrico concentrato fino a cessata effervescenza.
Viene poi aggiunto nitrato d'argento in modo tale da generare un precipitato che può già essere utile per definire la presenza dell'ione cloruro.
Il tutto viene trattato con carbonato di ammonio in modo da generare cloruro d'argento.
Si nota che da questo trattamento circa il 10% dell'ione cloruro inizialmente presente va in soluzione e se questa viene separata dal precipitato e trattata con acido nitrico si va a ottenere una opalescenza bianca che va a definire la presenza effettiva dell'ione cloruro.